# Liga de fútbol del Meta
La Liga de fútbol del Meta es la entidad encargada de promover los torneos de fútbol aficionado y juvenil en el departamento del Meta, además del Futsal FIFA, entre las escuelas de fútbol y clubes profesionales y amateur. Está afiliada a la División Aficionada del Fútbol Colombiano.

## Clubes afiliados
Entre sus clubes afiliados están el Club Atlético Alianza Llanos de la Primera C y el Club Deportivo Meta de la Liga Colombiana de Fútbol Sala.